# Jo Morse
Jo Morse (ur. 22 grudnia 1931 w Tucson, zm. 21 maja 2025 w Boise) – amerykańska brydżystka, World Life Master (WBF).

## Wyniki brydżowe

### Olimpiady
Na olimpiadach uzyskała następujące rezultaty:
| Olimpiady brydżowe. Zawody teamów | Olimpiady brydżowe. Zawody teamów | Olimpiady brydżowe. Zawody teamów | Olimpiady brydżowe. Zawody teamów | Olimpiady brydżowe. Zawody teamów | Olimpiady brydżowe. Zawody teamów |
| Rok                               | Miejsce                           | Zawody                            | Kategoria                         | Drużyna                           | Pozycja                           |
| --------------------------------- | --------------------------------- | --------------------------------- | --------------------------------- | --------------------------------- | --------------------------------- |
| 1992                              | Salsomaggiore                     | 9. Olimpiada Teamów               | Kobiety                           | USA                               | 9                                 |

### Zawody światowe
W światowych zawodach zdobyła następujące lokaty:
| Mistrzostwa Świata. Konkurencja teamów | Mistrzostwa Świata. Konkurencja teamów | Mistrzostwa Świata. Konkurencja teamów | Mistrzostwa Świata. Konkurencja teamów | Mistrzostwa Świata. Konkurencja teamów | Mistrzostwa Świata. Konkurencja teamów |
| Rok                                    | Miejsce                                | Zawody                                 | Kategoria                              | Drużyna                                | Pozycja                                |
| -------------------------------------- | -------------------------------------- | -------------------------------------- | -------------------------------------- | -------------------------------------- | -------------------------------------- |
| 2010                                   | Filadelfia                             | 13. Seria Mistrzostw Świata            | Miksty                                 | Steelers                               | 3                                      |
| 2007                                   | Szanghaj                               | 38. Mistrzostwa Świata Teamów          | Trans                                  | Compton                                | 56                                     |
| 2006                                   | Werona                                 | 12. Mistrzostwa Świata                 | Kobiety                                | Morse                                  | 21                                     |
| 2005                                   | Estoril                                | 37. Mistrzostwa Świata Teamów          | Trans                                  | Fleisher                               | 80                                     |
| 2002                                   | Montreal                               | 11. Mistrzostwa Świata                 | Kobiety                                | Tornay                                 | 9                                      |
| 2000                                   | Maastricht                             | 11. Olimpiada Brydżowa                 | Miksty                                 | Retek                                  | 38                                     |
| 2000                                   | Southampton                            | 34. Mistrzostwa Świata Teamów          | Trans                                  | Warshauer                              | 54                                     |
| 1998                                   | Lille                                  | 10. Mistrzostwa Świata                 | Open                                   | Wolf                                   | 33                                     |
| 1998                                   | Lille                                  | 10. Mistrzostwa Świata                 | Kobiety                                | Morse                                  | 17                                     |
| 1997                                   | Hammamet                               | 33. Mistrzostwa Świata Teamów          | Trans                                  | Morse                                  | 63                                     |
| 1995                                   | Pekin                                  | 32. Mistrzostwa Świata Teamów          | Kobiety                                | USA 2                                  | 5                                      |
| 1994                                   | Albuquerque                            | 9. Mistrzostwa Świata                  | Kobiety                                | Alder                                  | 3                                      |
| 1987                                   | Ocho Rios                              | 28. Mistrzostwa Świata Teamów          | Kobiety                                | USA 1                                  | 4                                      |
| 1982                                   | Biarritz                               | 6. Mistrzostwa Świata                  | Open                                   | Levitt                                 | 45                                     |
| 1974                                   | Las Palmas                             | 3. Mistrzostwa Świata                  | Miksty                                 | Morse                                  | 1                                      |

| Mistrzostwa Świata. Konkurencja par | Mistrzostwa Świata. Konkurencja par | Mistrzostwa Świata. Konkurencja par | Mistrzostwa Świata. Konkurencja par | Mistrzostwa Świata. Konkurencja par | Mistrzostwa Świata. Konkurencja par |
| Rok                                 | Miejsce                             | Zawody                              | Kategoria                           | Partner                             | Pozycja                             |
| ----------------------------------- | ----------------------------------- | ----------------------------------- | ----------------------------------- | ----------------------------------- | ----------------------------------- |
| 2010                                | Filadelfia                          | 13. Mistrzostwa Świata              | Miksty                              | Boye Brogeland                      | 54                                  |
| 2010                                | Filadelfia                          | 13. Mistrzostwa Świata              | Kobiety                             | Sally Strul                         | 56                                  |
| 2006                                | Werona                              | 12. Mistrzostwa Świata              | Kobiety                             | Susie Miller                        | 56                                  |
| 2006                                | Werona                              | 12. Mistrzostwa Świata              | Miksty                              | George Tornay                       | 187                                 |
| 2002                                | Montreal                            | 11. Mistrzostwa Świata              | Miksty                              | Kyle Larsen                         | 42                                  |
| 2002                                | Montreal                            | 11. Mistrzostwa Świata              | Kobiety                             | Susie Miller                        | 35                                  |
| 1998                                | Lille                               | 10. Mistrzostwa Świata              | Miksty                              | Dan Morse                           | 212                                 |
| 1998                                | Lille                               | 10. Mistrzostwa Świata              | Kobiety                             | Terry Michels                       | 32                                  |
| 1994                                | Albuquerque                         | 9. Mistrzostwa Świata               | Kobiety                             | Joyce Lilie                         | 26                                  |
| 1990                                | Genewa                              | 8. Mistrzostwa Świata               | Kobiety                             | Joyce Lilie                         | 31                                  |
| 1982                                | Biarritz                            | 6. Mistrzostwa Świata               | Kobiety                             | Evelyn Levitt                       | 26                                  |

### Zawody europejskie
W europejskich zawodach zdobyła następujące lokaty:
| Zawody europejskie. Konkurencja teamów | Zawody europejskie. Konkurencja teamów | Zawody europejskie. Konkurencja teamów | Zawody europejskie. Konkurencja teamów | Zawody europejskie. Konkurencja teamów | Zawody europejskie. Konkurencja teamów |
| Rok                                    | Miejsce                                | Zawody                                 | Kategoria                              | Drużyna                                | Pozycja                                |
| -------------------------------------- | -------------------------------------- | -------------------------------------- | -------------------------------------- | -------------------------------------- | -------------------------------------- |
| 2003                                   | Mentona                                | 1. Otwarte Mistrzostwa Europy          | Miksty                                 | Pollack                                | 28                                     |

| Zawody europejskie. Konkurencja par | Zawody europejskie. Konkurencja par | Zawody europejskie. Konkurencja par | Zawody europejskie. Konkurencja par | Zawody europejskie. Konkurencja par | Zawody europejskie. Konkurencja par |
| Rok                                 | Miejsce                             | Zawody                              | Kategoria                           | Partner                             | Pozycja                             |
| ----------------------------------- | ----------------------------------- | ----------------------------------- | ----------------------------------- | ----------------------------------- | ----------------------------------- |
| 2003                                | Mentona                             | 1. Otwarte Mistrzostwa Europy       | Mikst                               | Kyle Larsen                         | 309                                 |

## Klasyfikacja
- Jo Morse – klasyfikacja WBF (ang.)